# Polska na Młodzieżowych Mistrzostwach Europy w Lekkoatletyce 2003
Polska na Młodzieżowych Mistrzostwach Europy w Lekkoatletyce 2003 – reprezentacja Polski podczas czwartej edycji czempionatu Starego Kontynentu dla zawodników do lat 23, która odbyła się w Bydgoszczy,  zdobyła 16 medali, w tym pięć złotych.

## Rezultaty

### Mężczyźni
- bieg na 100 metrów
  - Łukasz Chyła zajął 4. miejsce
- bieg na 200 metrów
  - Marcin Jędrusiński zajął 2. miejsce
  - Paweł Ptak odpadł w eliminacjach
- bieg na 400 metrów
  - Rafał Wieruszewski zajął 3. miejsce
  - Daniel Dąbrowski odpadł w eliminacjach
  - Kacper Skalski odpadł w eliminacjach
- bieg na 1500 metrów
  - Grzegorz Wojtczak zajął 8. miejsce
  - Dawid Kulik odpadł w eliminacjach
- bieg na 5000 metrów
  - Paweł Ochal nie ukończył
- bieg na 10 000 metrów
  - Paweł Ochal zajął 3. miejsce
  - Jakub Burghardt zajął 11. miejsce
- Bieg na 110 metrów przez płotki
  - Bartłomiej Szymański odpadł w półfinale
  - Mariusz Kubaszewski odpadł w eliminacjach
- bieg na 400 metrów przez płotki
  - Marek Plawgo zajął 1. miejsce
- bieg na 3000 metrów z przeszkodami
  - Radosław Popławski zajął 2. miejsce
  - Mariusz Giżyński odpadł w eliminacjach
  - Tomasz Szymkowiak odpadł w eliminacjach
- sztafeta 4 × 100 metrów
  - Marcin Niewiara, Łukasz Chyła, Paweł Ptak i Marcin Jędrusiński oraz Adam Gaj (w eliminacjach) nie ukończyli biegu finałowego
- sztafeta 4 × 400 metrów
  - Rafał Wieruszewski, Kacper Skalski, Daniel Dąbrowski i Marek Plawgo zajęli 1. miejsce
- chód na 20 kilometrów
  - Benjamin Kuciński zajął 1. miejsce
  - Rafał Dyś zajął 10. miejsce
- skok wzwyż
  - Aleksander Waleriańczyk zajął 1. miejsce
  - Wojciech Borysiewicz zajął 3. miejsce
  - Robert Wolski zajął 4. miejsce
- skok o tyczce
  - Paweł Szczyrba zajął 7. miejsce
  - Przemysław Czerwiński odpadł w kwalifikacjach
- skok w dal
  - Paweł Pytlarczyk odpadł w kwalifikacjach
- pchnięcie kulą
  - Tomasz Majewski zajął 4. miejsce
  - Tomasz Chrzanowski zajął 6. miejsce
  - Jarosław Cichocki zajął 9. miejsce
- rzut dyskiem
  - Piotr Małachowski zajął 9. miejsce
  - Michał Hodun odpadł w kwalifikacjach
- rzut oszczepem
  - Igor Janik zajął 2. miejsce

### Kobiety
- bieg na 100 metrów
  - Daria Onyśko zajęła 2. miejsce
  - Małgorzata Flejszar zajęła 8. miejsce
- bieg na 200 metrów
  - Dorota Dydo zajęła 3. miejsce
- bieg na 400 metrów
  - Monika Bejnar zajęła 4. miejsce
  - Anna Nentwig odpadła w eliminacjach
- bieg na 800 metrów
  - Joanna Kaczor zajęła 5. miejsce
  - Joanna Buza zajęła 8. miejsce
  - Beata Rudzińska odpadła w eliminacjach
- bieg na 1500 metrów
  - Katarzyna Czubska odpadła w eliminacjach
  - Joanna Podolska odpadła w eliminacjach
- bieg na 10 000 metrów
  - Karolina Jarzyńska zajęła 14. miejsce
- bieg na 100 metrów przez płotki
  - Justyna Oleksy zajęła 5. miejsce
  - Agnieszka Frankowska odpadła w półfinale
  - Justyna Szulc odpadła w eliminacjach
- bieg na 400 metrów przez płotki
  - Karolina Tłustochowska zajęła 7. miejsce
- bieg na 3000 metrów z przeszkodami
  - Julia Budniak zajęła 7. miejsce
- sztafeta 4 × 100 metrów
  - Anna Radoszewska, Daria Onyśko, Dorota Dydo i Małgorzata Flejszar zajęły 2. miejsce
- sztafeta 4 × 400 metrów
  - Anna Nentwig, Karolina Tłustochowska, Anita Hennig i Monika Bejnar zajęły 5. miejsce
- chód na 20 kilometrów
  - Elżbieta Nieckarz zajęła 8. miejsce
  - Anna Szumny nie ukończyła
- skok wzwyż
  - Anna Ksok zajęła 3. miejsce
- skok o tyczce
  - Anna Rogowska zajęła 3. miejsce
  - Róża Kasprzak odpadła w kwalifikacjach
  - Agnieszka Wrona odpadła w kwalifikacjach
- skok w dal
  - Małgorzata Trybańska zajęła 6. miejsce
  - Katarzyna Klisowska zajęła 10. miejsce
  - Aldona Świtała odpadła w kwalifikacjach
- pchnięcie kulą
  - Joanna Rożko zajęła 9. miejsce
  - Magdalena Dzierzęcka zajęła 11. miejsce
  - Agnieszka Maciąg zajęła 13. miejsce
- rzut dyskiem
  - Agnieszka Krawczuk odpadła w kwalifikacjach
- rzut młotem
  - Kamila Skolimowska zajęła 1. miejsce
  - Małgorzata Zadura odpadła w kwalifikacjach
- rzut oszczepem
  - Magdalena Czenska zajęła 9. miejsce